# Замок Портаферрі
Замок Портаферрі (англ. Portaferry Castle) — один із замків Ірландії, розташований в графстві Даун, Північна Ірландія. Замок стоїть на землі Балліфіліп біля селища Ардс, біля гавані. Замок побудував у XVI столітті аристократ норманського походження Вільям Ле Саваж (Севідж). Нині замок Портаферрі є пам'яткою історії та архітектури і охороняється законом.

## Історія замку Портаферрі
Побудову замку Портаффері датують XVI століттям і будівничими замку називають феодалів норманського походження родини Саваж. Зокрема, будівничим замку називають Вільяма Ле Саважа. У 1635 році чоловік сестри Патріка Саважа (Севідж) — сер Джеймс Монтгомері з Грейеббі, Роузмонт відновив замок, покрив його новим дахом та новою підлогою, щоб його сестра могла жити в замку комфортно.
Замок являє собою квадратний будинок з невеликою виступаючою вежею на південному кутку замку. Замок має три поверхи і горище. Велика частина східного кута замку знаходиться в руїнах. Вхід до вежі замку захищений невеликою навісною бійницею і вхід на першому поверсі замку захищений бійницями. Вигнуті сходи всередині башти піднімаються до першого поверху і є спіральні сходи в західному куті замку, що ведуть до рівня даху.